# Tingena loxotis
Tingena loxotis är en fjärilsart som först beskrevs av Edward Meyrick 1905.  Tingena loxotis ingår i släktet Tingena och familjen praktmalar. Inga underarter finns listade i Catalogue of Life.